# Rettungspunkt

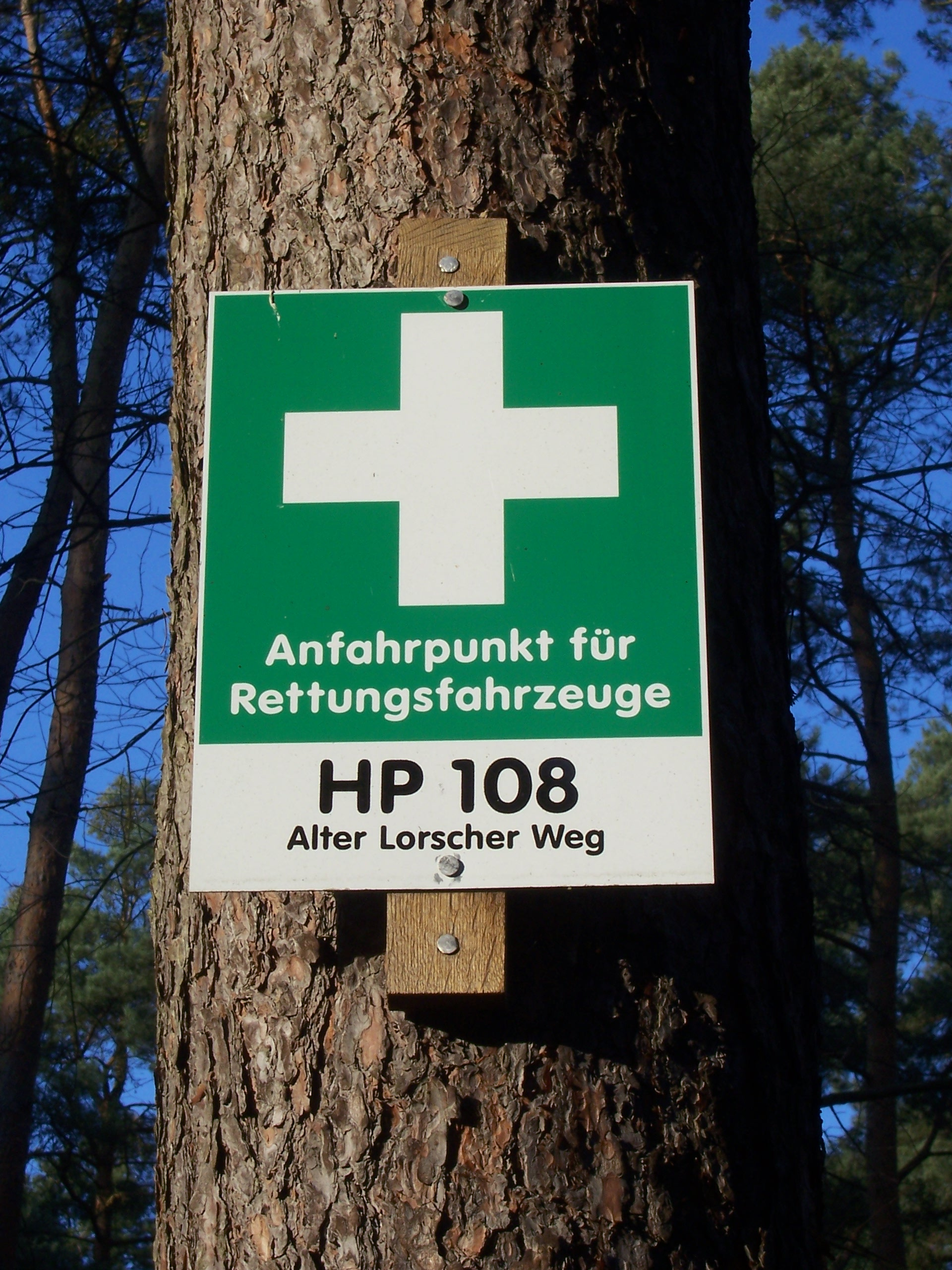
Rettungspunkt in Hessen

Rettungspunkte (auch Rettungskette, Anfahrtspunkt für Rettungsfahrzeug, T-Punkt oder Notfall-Treffpunkt, in Bayern Rettungstreffpunkt) sind definierte Anfahrtsstellen für Rettungsfahrzeuge. Sie sollen in Notfällen Rettungsfahrzeuge schneller an den richtigen Ort leiten. Gekennzeichnet sind sie mit Schildern, auf denen ein Referenzcode des Punktes angegeben ist, oft ebenfalls die Euronotrufnummer 112 und der Name der Örtlichkeit, gelegentlich weitere Informationen wie die Telefonnummer der lokalen Rettungsleitstelle, der Name des Betreibers oder Ähnliches.

## Geschichte

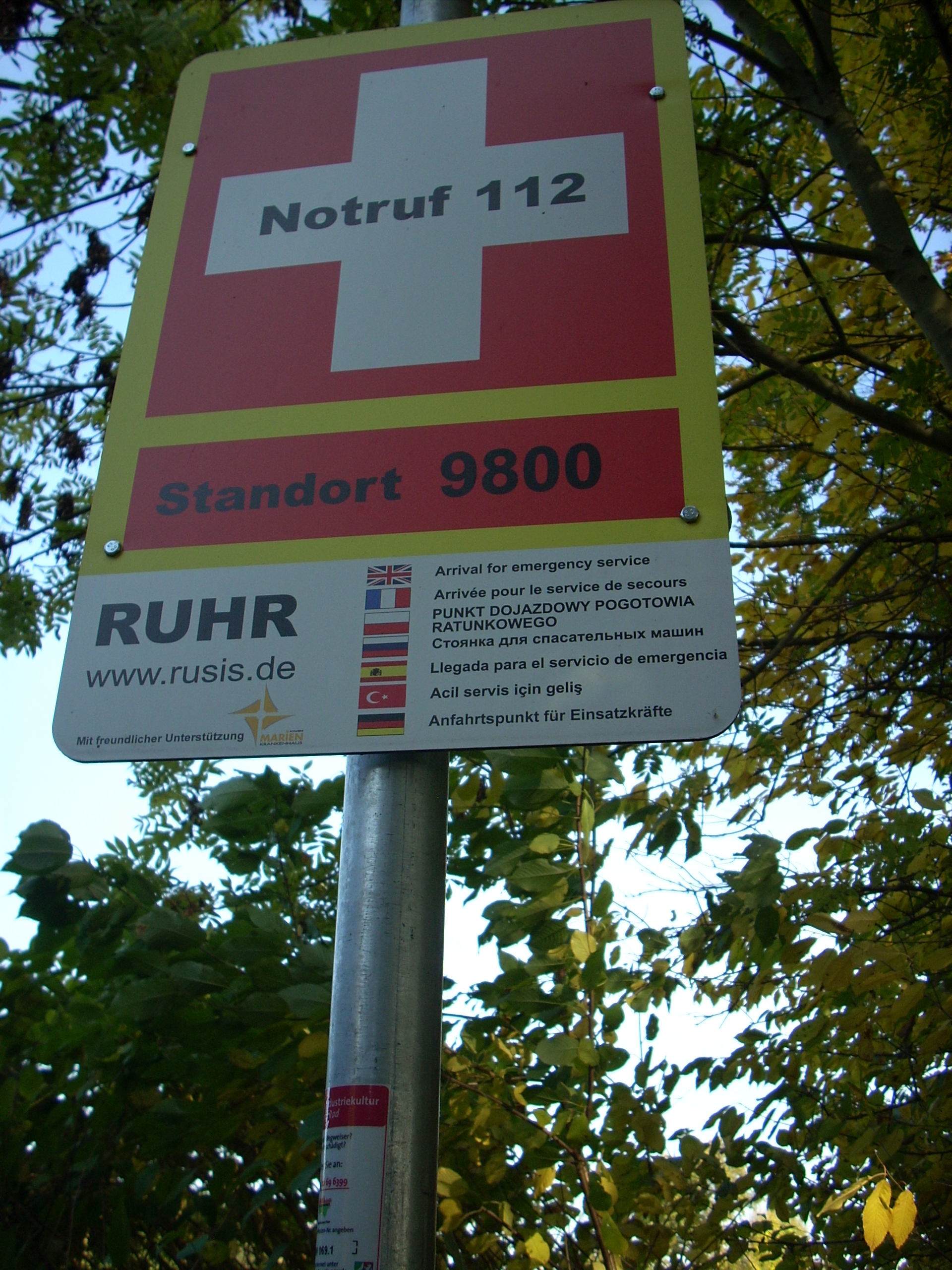
Rettungspunkt-Schild an der Ruhr

Rettungspunkte wurden in Bayern in den 1990er Jahren eingeführt, um die Versorgung von Waldarbeitern in Notsituationen zu verbessern und Rettungsfahrzeuge schneller an den richtigen Ort zu leiten. Die Daten des rein betriebsinternen Rettungssystems wurden nicht veröffentlicht und waren für z. B. Wanderer und Radfahrer nicht nutzbar. Ab 2006 wurden in Bochum entlang der Ruhr in Zusammenarbeit mit DLRG und Feuerwehr entwickelte Schilder des Ruhr-Standort-Informationssystems (RuSIS) aufgestellt, um die Wasserrettung zu erleichtern. RuSIS-Schilder wurden seitdem auch in anderen an der Ruhr liegenden Städten angebracht. 2012 wurde in Dänemark damit begonnen, alle Strände mit Rettungspunkten auszustatten. In Bayern wurde von der Bayerischen Forstverwaltung in Kooperation mit dem Bayerischen Staatsministerium des Innern ab 2013 ein bayernweit einheitliches System fester Rettungtreffpunkte aufgebaut.
Im Oktober 2013 hat das Kuratorium für Waldarbeit und Forsttechnik e. V. (KWF) – auf Initiative der Bundesländer – einen Workshop zum Thema „Forstliche Rettungspunkte“ veranstaltet. Ergebnis war, dass die in den Forstbetrieben und -verwaltungen vorhandenen Informationen zu Rettungspunkten zentral vom KWF gesammelt und der Öffentlichkeit zur Verfügung gestellt werden sollen.
Am 23. Januar 2014 veröffentlichte das KWF zum ersten Mal einen standardisierten Datensatz aller forstlichen Rettungspunkte zum Download. Seitdem wird der Datensatz fortlaufend erweitert und aktualisiert. Auf der Website rettungspunkte-forst.de veröffentlicht das KWF jeweils im April und Oktober jeden Jahres ein Update bzw. gibt es weiter zu Downloadplattformen. Die Daten können von jedem kostenfrei heruntergeladen und z. B. in digitalen Anwendungen sowie Navigationsgeräten oder als Web-Map-Service-Dienst (WMS) genutzt werden.
Im Februar 2021 enthielt der KWF-Rettungspunkte-Datensatz (Version 2.7) 55.107 Rettungspunkte aus zwölf Bundesländern (Landes-, Kommunal- und Privatwald). Es fehlen noch die Daten aus Mecklenburg-Vorpommern, Thüringen, Bremen und Berlin. Die Rettungspunkte aus Thüringen werden aus rechtlichen Gründen nicht im KWF-Datensatz dargestellt, sind jedoch für berechtigte Personen im NAVLOG-Datensatz als POI enthalten.

## Arten

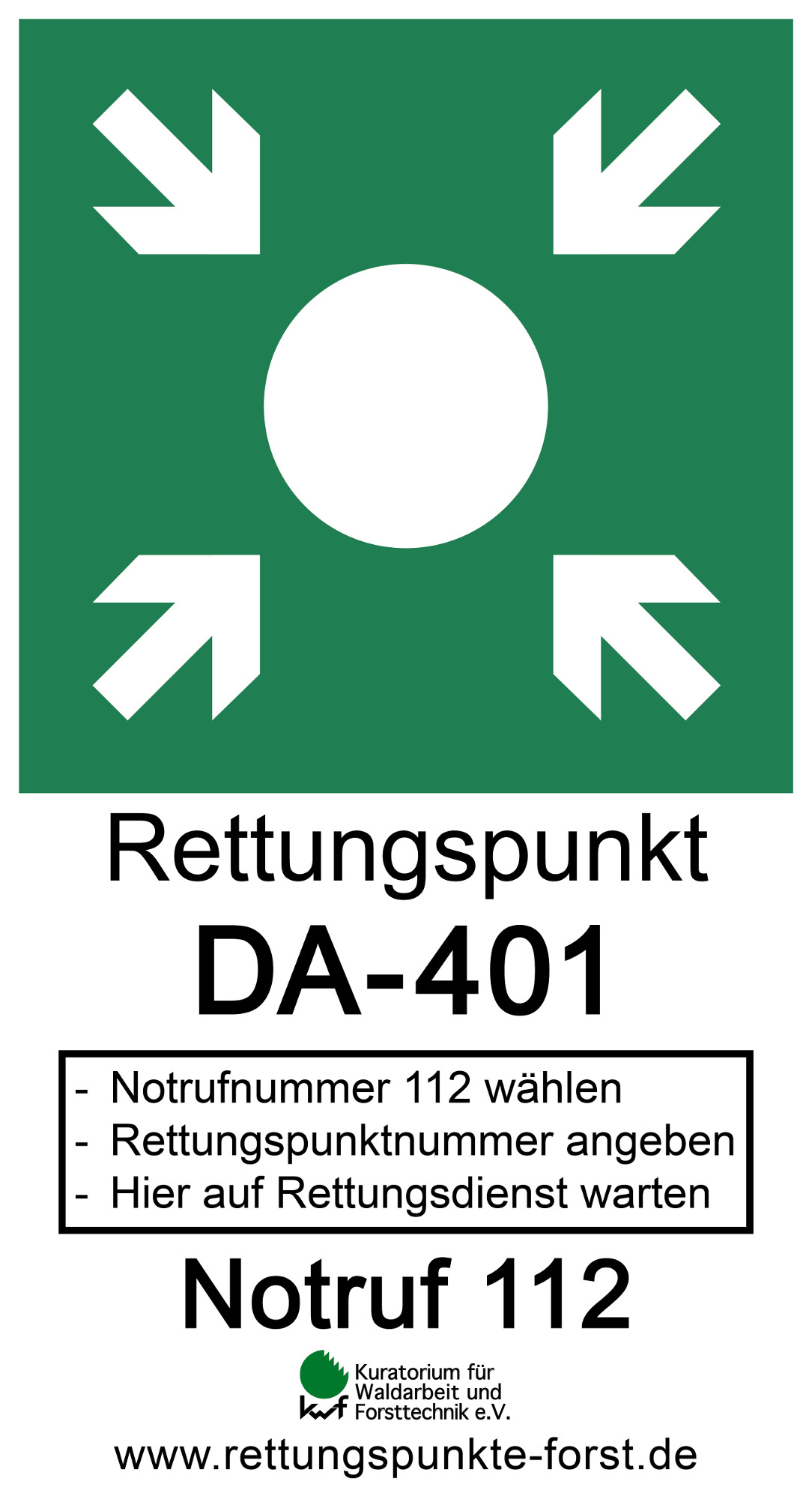
Empfehlung des KWF für das Beschildern von Rettungspunkten

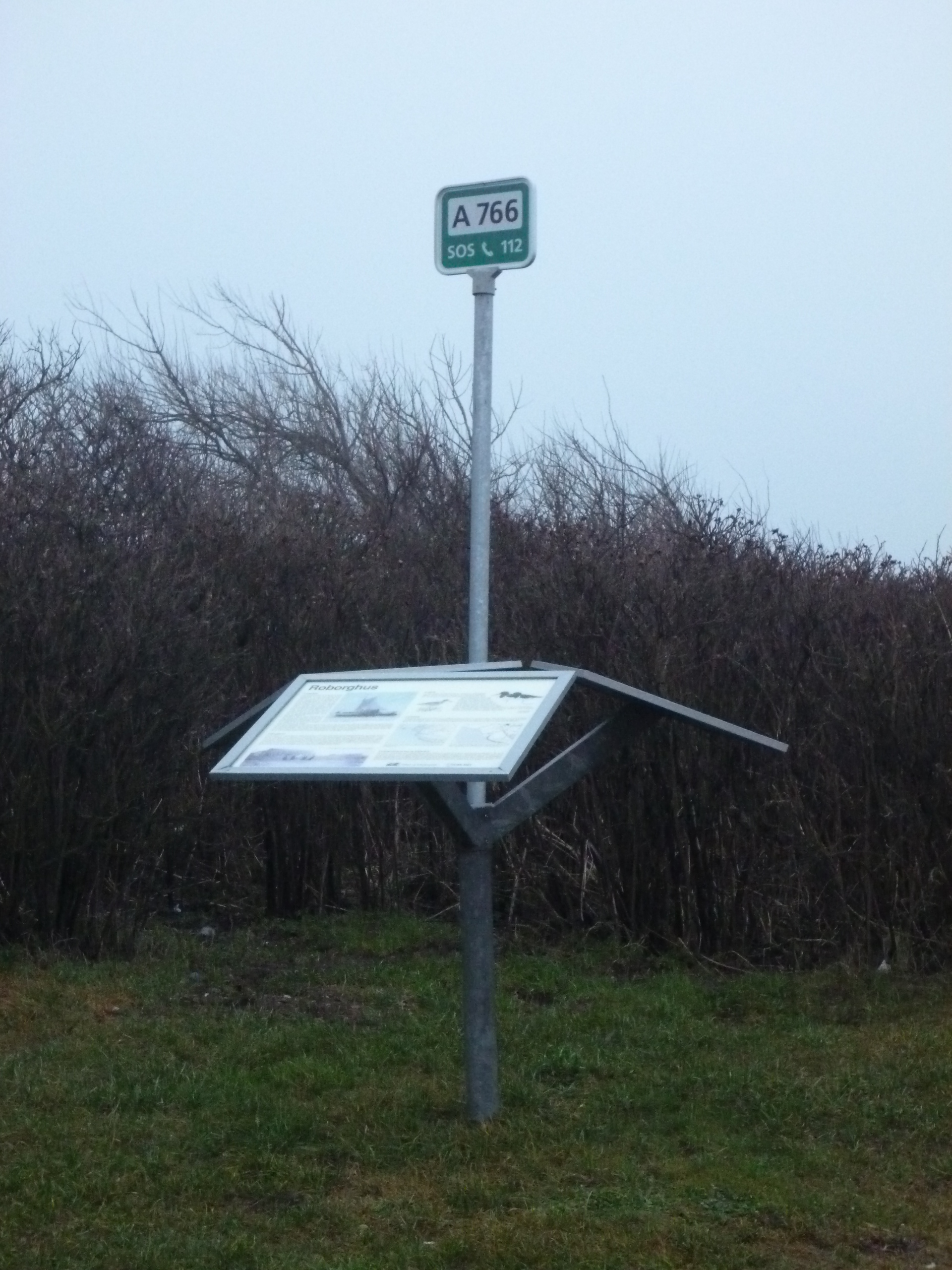
Rettungspunkt an einem Strand in Dänemark

Rettungspunkt-Schilder sind in Deutschland nicht genormt und sind in jedem Bundesland, teilweise auch regional, sehr unterschiedlich gestaltet. Es werden verschiedene Symbole, Layouts, Größen, Farben und Informationstexte verwendet. Oft verwendet wird ein weißes Kreuz auf grünem oder rotem Hintergrund. In Bayern wird das Piktogramm für Notfall-Sammelstellen benutzt. Als Referenzcode werden teilweise ein Kfz-Kennzeichen, eine Kennnummer für den Landkreis oder die Kartennummer der TK 25 verwendet und daran eine fortlaufende Rettungspunkt-Nummer angehängt. Verschiedentlich werden auch Geographische Koordinaten mit angegeben. Bei RuSIS sind in der vierstelligen Referenznummer der Flusskilometer und die Uferseite kodiert; am Rhein der Landkreis, eine Rettungspunkt-Nummer und der Flusskilometer. Nur durch letzteren sind Rettungspunkte am Rhein von denen im Wald unterscheidbar; so liegen bspw. die Rettungspunkte "FR 102 Rh-km 193,400" und "FR-102" trotz gleicher Nummer 40 km auseinander.
Zum Lesen des in der Bilderserie weiter unten zu sehenden Rettungstreffpunkt-Schildes DEG-2063 aus dem Landkreis Deggendorf in Bayern: DEG = steht für den Landkreis; 2062 = fortlaufende Nummer, die '2...' kennzeichnet zusätzlich den verantwortlichen Betreiber, in diesem Fall die Bayerische Forstverwaltung; steht an Stelle der '2...' eine '1...', sind die Bayerischen Staatsforsten die zuständigen Betreiber.
| Zugeordnete erste Ziffer:                  | Rettungspunkte angelegt durch:                                              |
| ------------------------------------------ | --------------------------------------------------------------------------- |
| 1 _ _ _                                    | Landesforstverwaltung / -betrieb (Staatswald)                               |
| 2 _ _ _                                    | Betreuter Kommunal- und Privatwald (Forstverwaltung, Landwirtschaftskammer) |
| 3 _ _ _                                    | Forstbetriebe im Kommunalwald (eigenes Forstpersonal)                       |
| 4 _ _ _                                    | Forstbetriebe im Privatwald (eigenes Forstpersonal)                         |
| 5 _ _ _                                    | Sonstige, z. B. Tourismusverband XYZ                                        |
| Es gibt noch Buchstaben zur Unterscheidung | Eine genaue Auflistung gibt es nicht.                                       |

Diese Vielfalt erschwert nicht nur die Handhabung für Rettungsdienste und Nutzer, sondern reduziert auch den enorm wichtigen Wiedererkennungswert über Regionen und Landesgrenzen hinaus. Aus diesen Gründen geben das KWF und die Bundesanstalt für Arbeitsschutz und Arbeitsmedizin (BAuA) eine Empfehlung für eine rechtlich sichere und verständliche Beschilderung: Es basiert im Wesentlichen auf dem Rettungszeichen „Sammelstelle“ (nach DIN EN ISO 7010; ASR A1.3), wobei die drei dort abgebildeten Personen durch einen Punkt ersetzt wurden. Das Symbol wird durch die Angabe der Rettungspunktbezeichnung, einer Handlungsanweisung und der Notrufnummer 112 zu einem selbsterklärenden Schild vervollständigt. Durch optionale Ergänzung einer Webadresse, eines oder mehrerer Logos und einem QR-Code können Zuständigkeit und Hintergründe zusätzlich erläutert werden.

### Empfehlung
- Symbol: Vier weiße Pfeile die auf einen zentralen Punkt gerichtet sind, auf grünem Hintergrund (Farbe für Rettungszeichen gemäß DIN EN ISO 7010; ASR A1.3)
- Text: 1. Zeile: „Rettungspunkt“; 2. Zeile: Rettungspunktbezeichnung; 3. Zeile: Handlungsanweisung; 4. Zeile: „Notrufnummer 112“; 5. Zeile: Angabe Webadresse
- Optional: Logos der beteiligten Stellen und Aufdruck eines schildbezogenen QR-Codes (Verlinkung auf eine Webseite mit weiterführenden Informationen ggf. in verschiedenen Sprachen, Unterstützung einer fehlerfreien Katalogisierung)
- Schildgröße: 230 mm × 420 mm (Breite × Höhe, Hochformat)

## Verwendung und Daten
In zahlreichen Wanderkarten sind Rettungspunkte eingetragen. Grundlage viele digitaler Anwendungen (Apps) – z. B. für Mobiltelefone und Tabletcomputer – ist der bundesweite Rettungspunkte-Datensatz des KWF. Auf ihm basiert z. B. auch die weit verbreitete App Hilfe im Wald. Viele Rettungspunkte sind auch in der freien Geodatenbank OpenStreetMap erfasst und über auf OpenStreetMap basierenden Apps wie OsmAnd auffindbar. Auf Navigationssystemen kann mit der Software POIbase eine Sammlung vieler Rettungspunkte installiert werden. Verschiedene Landesbehörden oder Forstämter bieten Übersichtslisten oder -karten ihrer Rettungspunkte zum Erwerb oder als Download.
Ob über Ersthelfer-Apps alarmierte Fachkräfte kurzfristigen Zugriff auf die Lagedaten der Rettungspunkte haben, ist nicht bekannt.

## Einrichten / Aktualisierung / Löschen der Daten
- Das Löschen von Rettungspunkten ist grundsätzlich nicht möglich, jedoch das Verschieben der Schilder um 50 Meter.
- Nicht mehr benötigte Rettungspunkte werden nicht mehr veröffentlicht.
- Ein Rettungspunktetausch ist auch nicht gestattet.
- Diese Nummern werden auch nicht mehr neu vergeben.
- Das Korrigieren von Sachdaten ist jederzeit möglich; dies ist, wenn das Schild ist an der richtigen Stelle, bzw. ist innerhalb der 50 m verstellt worden. Hierfür ist ein Datenblatt neu zu erstellen und der zuständigen Leitstelle zu übergeben.

## Lokale Ausprägungen
Aufgrund der föderalen Strukturen und der verschiedenen Waldbesitzarten wird das Konzept der Rettungspunkte in Deutschland sehr unterschiedlich umgesetzt. Für das Ausweisen forstlicher Rettungspunkte gibt es in Deutschland keine direkte gesetzliche Grundlage bzw. öffentlichen Auftrag und somit auch keine einheitliche Regelung. Jeder Waldbesitzer ist selbst dafür verantwortlich.
Das Nebeneinander unterschiedlicher Lösungen und mangelnde Absprachen grenznaher Punkte erschweren die Handhabung sowohl für die Rettungsleitstellen als auch für die Nutzer. Der Erhalt der Ausschilderung der Rettungspunkte im Gelände ist nicht überall sichergestellt.
Um ein möglichst einheitliches System sowohl innerhalb der Bundesländer, als auch bundesweit zu erarbeiten, wurden innerhalb einer vom KWF koordinierten Arbeitsgruppe Rahmenbedingungen sowie praxisbewährte Methoden und Verfahren zusammengetragen. Das jeweils praktikabelste Vorgehen wurde in einem Handlungsleitfaden für das Ausweisen forstlicher Rettungspunkte zusammengefasst. Dieser richtet sich in erster Linie an Waldbesitzer und verantwortlichen Stellen. Er kann unter rettungspunkte-forst.de als PDF-Dokument abgerufen werden.

### Besondere Schilder in Bundesländer bzw. Städten
Auch Rettungspunkt-Schilder sind in Deutschland nicht genormt und sind in jedem Bundesland, teilweise auch regional, sehr unterschiedlich gestaltet. Es werden verschiedene Symbole, Layouts, Größen, Farben und Informationstexte verwendet.
In Remscheid hat die Feuerwehr die 45 km² große Fläche an Naturschutz- und Landschaftsschutzgebieten mit Waldrettungspunkten bestückt. Ein weißes Schild mit rotem Rand gibt jeweils die Standortbezeichnung bekannt.
In Bayern wurden seit 2013 über 12.000 Rettungstreffpunkte eingerichtet.
Auch gibt es Rettungsboxen, die in Wandergebieten des Bayerischen Waldes von den örtlichen Bergwachtverbänden aufgestellt wurden.
In Dänemark wurden seit 2012 über 5000 Rettungspunkte an Badestränden eingerichtet.
In Frankfurt am Main wurden anlässlich des 25-jährigen Tags der Deutschen Einheit am Main eine sehr große Anzahl von Schildern auf einer Länge von 10 km montiert.
In Hamburg wurden über 100 „Notfall-Treffpunkte“ in Wald- und Moorgebieten im Jahr 2016 georeferenziert.

### Verschiedene Ausführungen der Rettungspunkte

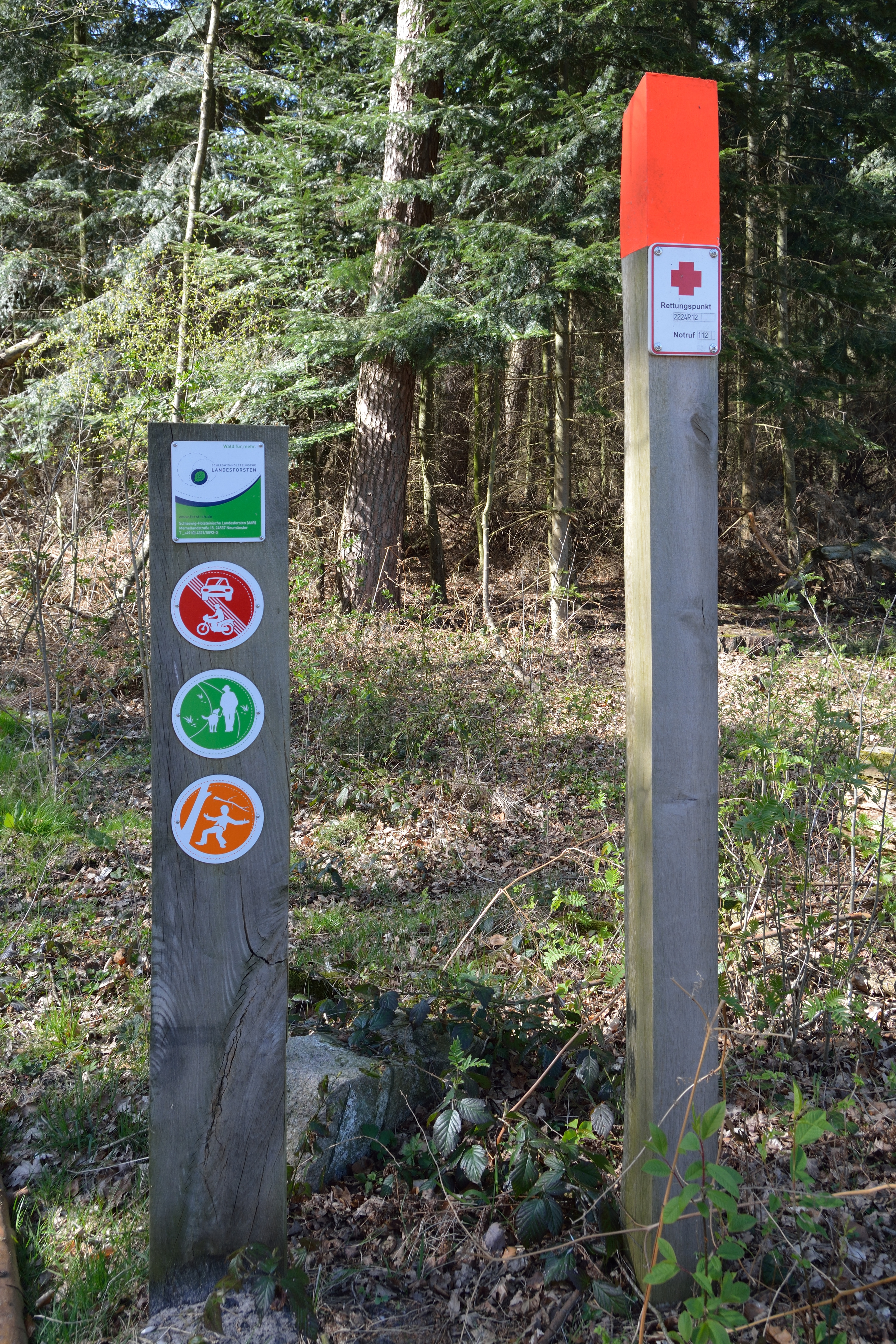
Beispiel einer Rettungspunkt-Markierung in Schleswig-Holstein
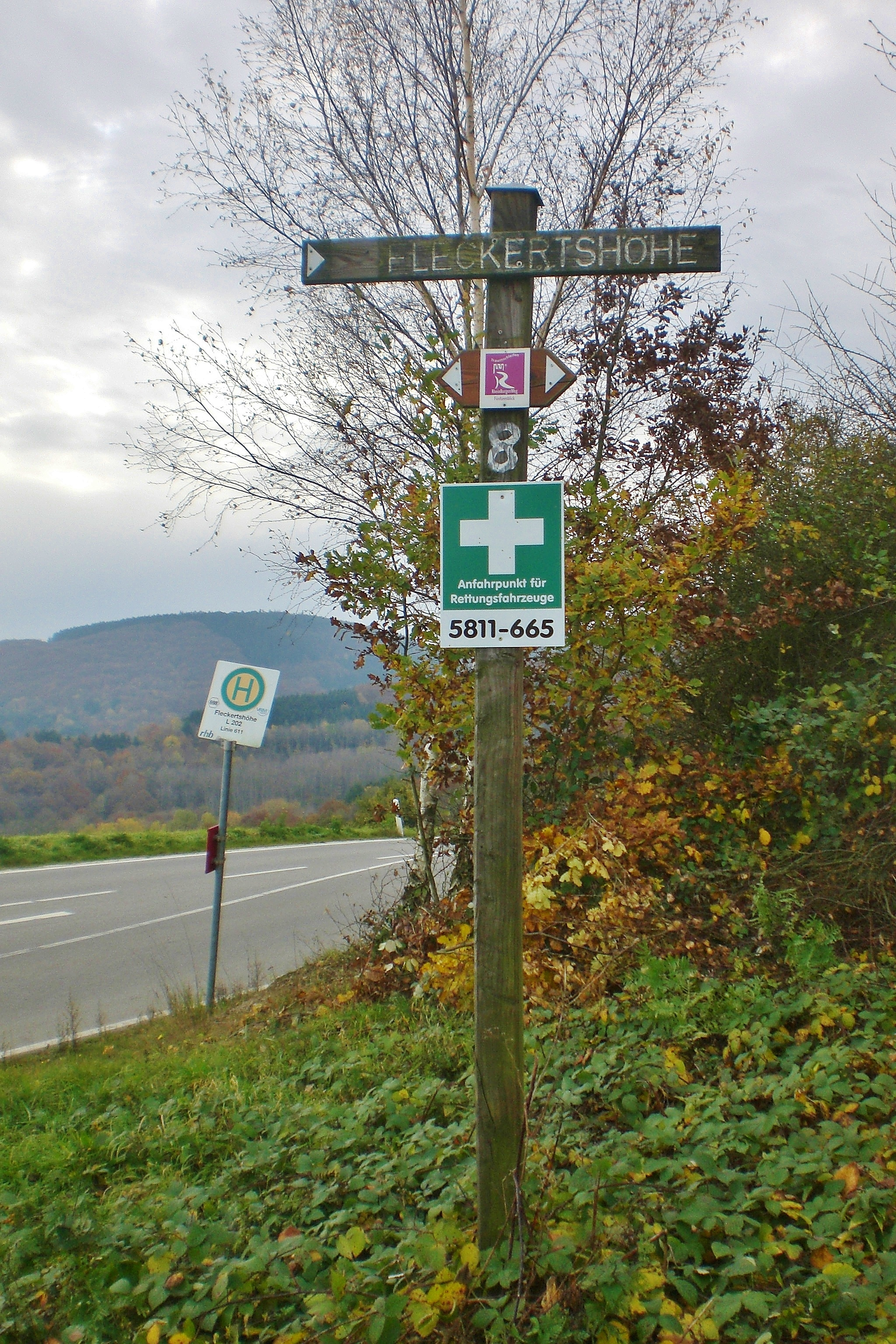
Rettungspunkt und Wegzeichen im Hunsrück an der Einmündung der K117 in die L212 unweit Weiler, Gemeinde Boppard Rheinland-Pfalz
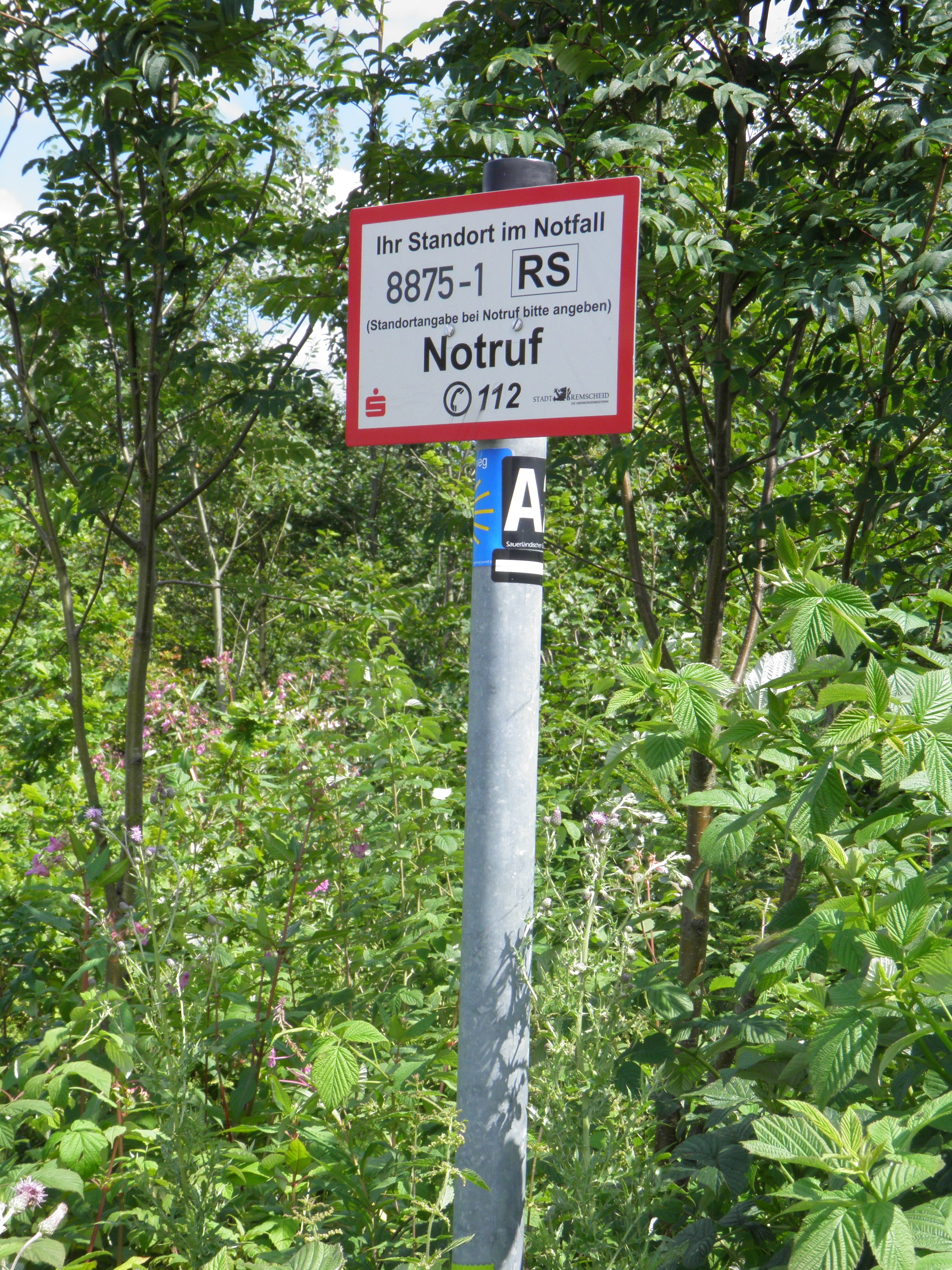
Waldrettungspunkt in Remscheid
Notfall Treffpunkt im Landkreis Goslar, Niedersachsen
Rettungspunkt der Landesforstbetriebe  Sachsen-Anhalt im Landkreis Harz

### Verschiedene Ausführungen der Rettungstreffpunkte in Bayern

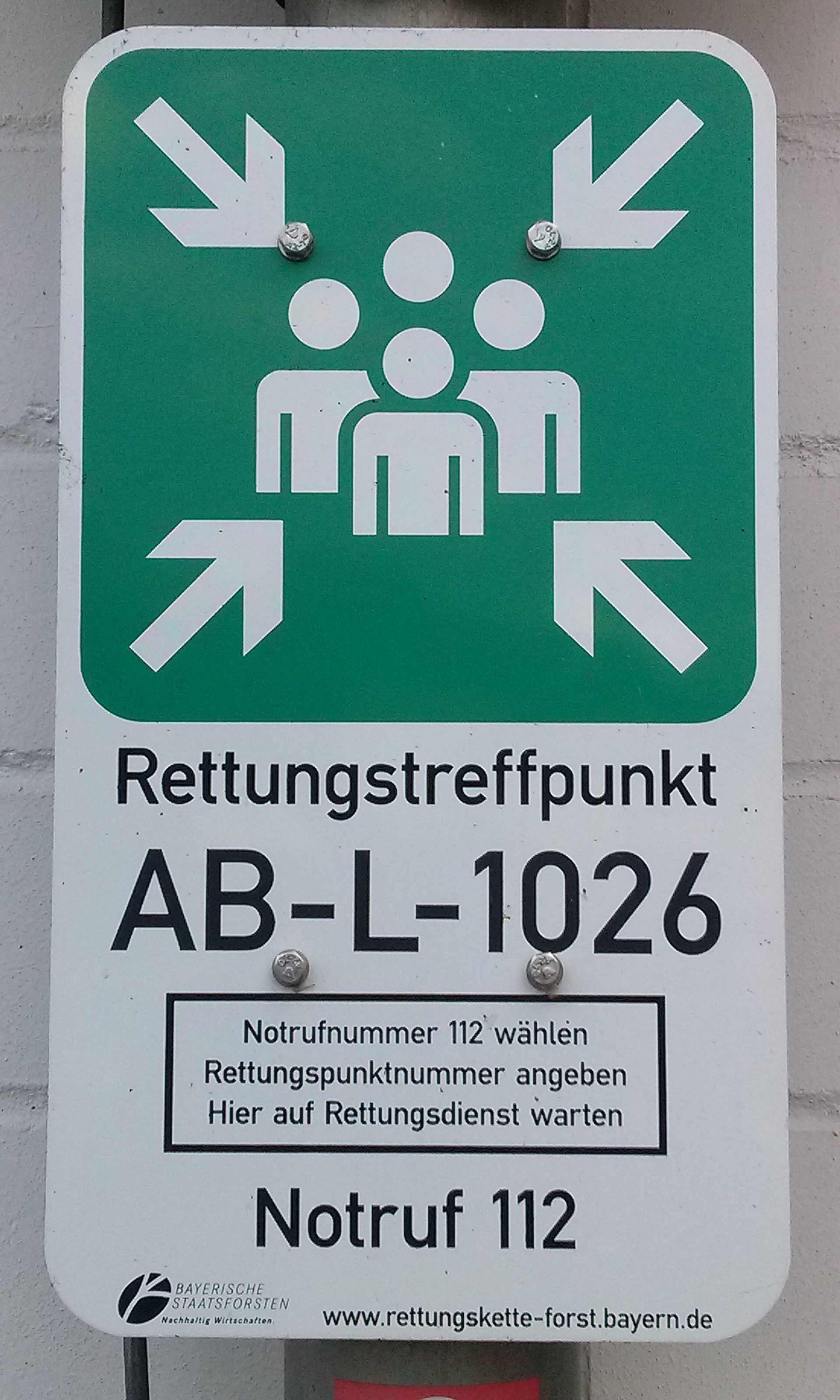
Rettungstreffpunkt in Laufach
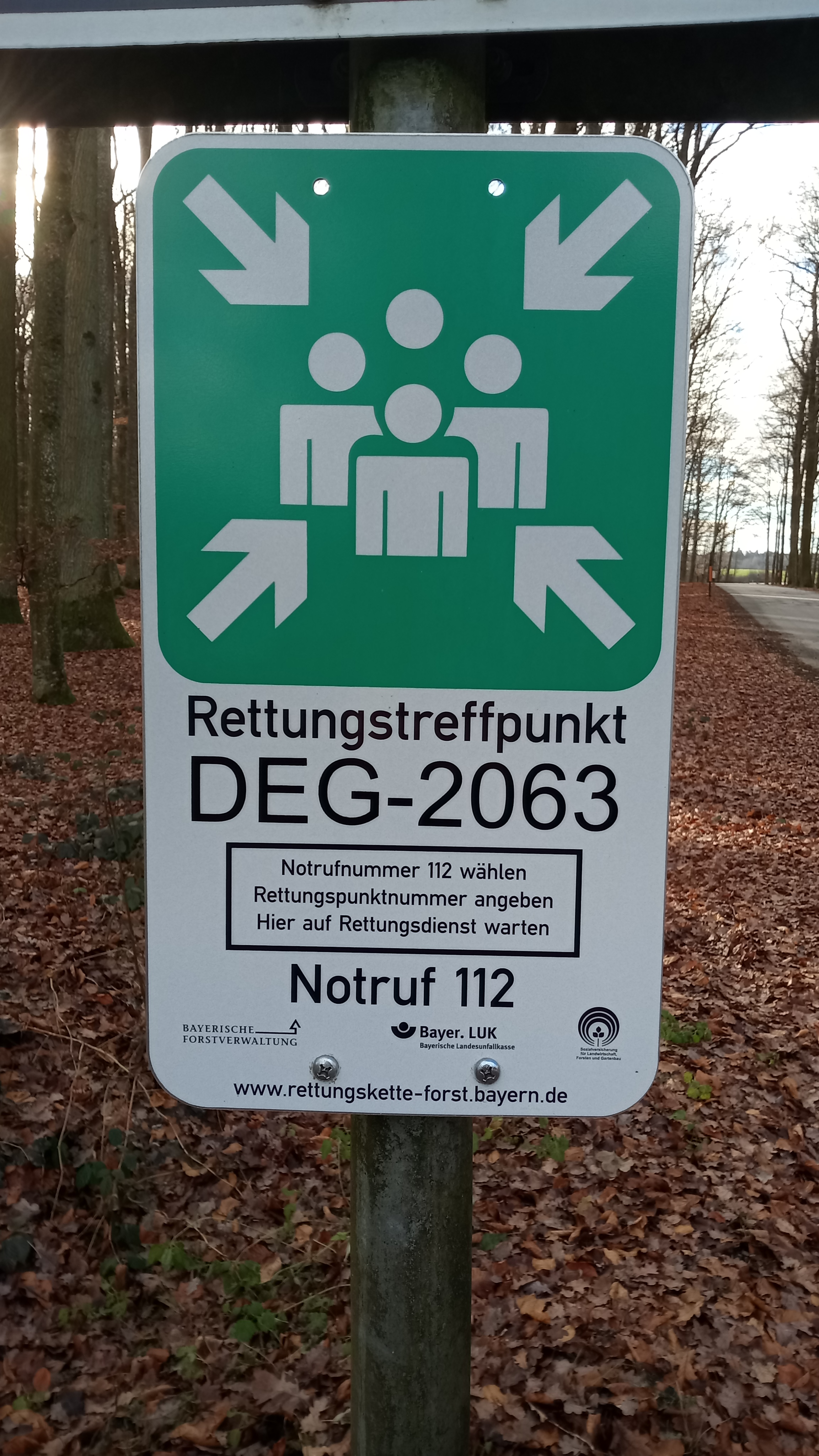
Rettungstreffpunkt im Landkreis Deggendorf  mit der Schildnummer DEG-2063
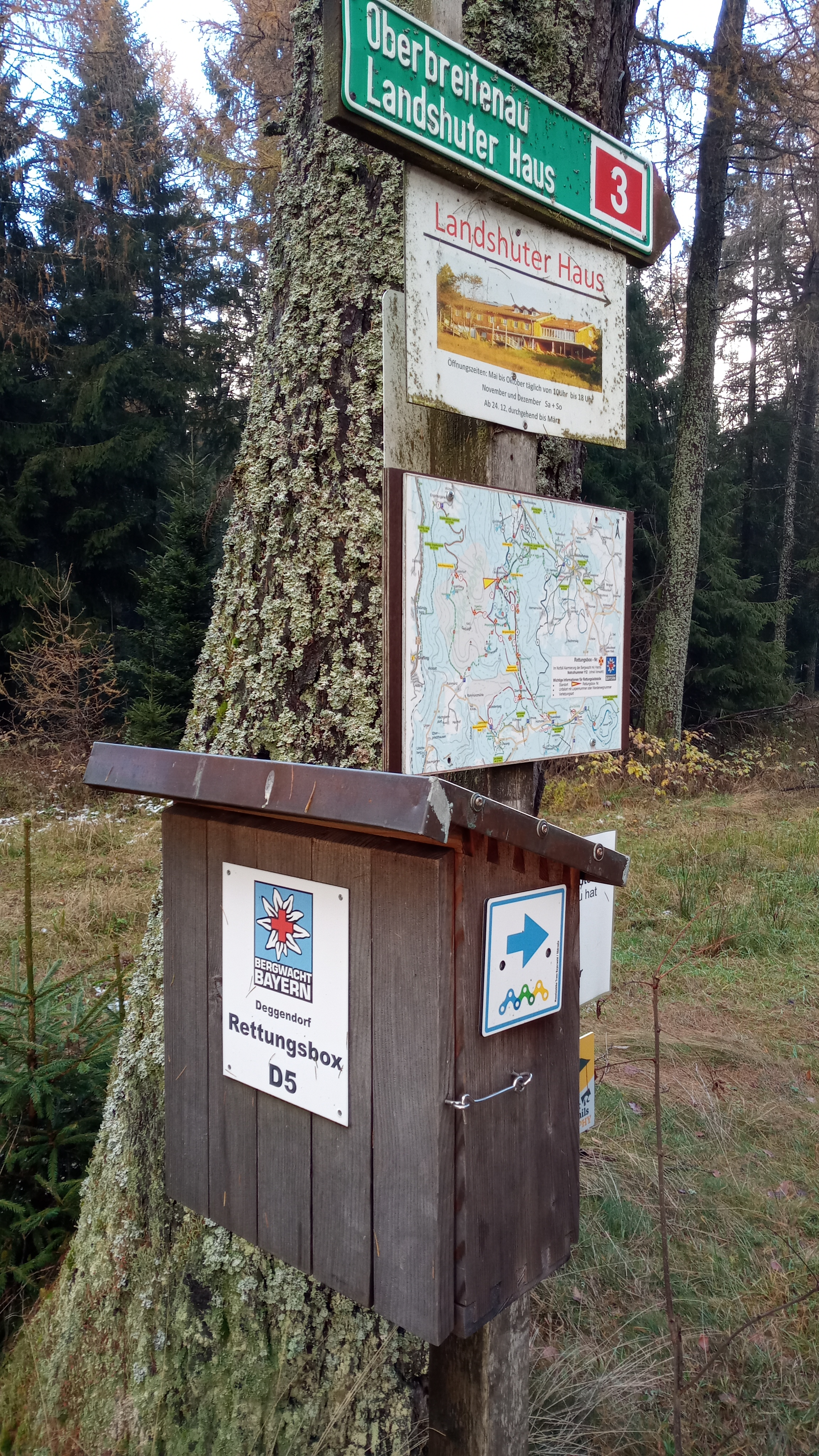
Rettungsbox im Bayerischen Wald

## Bezeichnung
Es werden in Fachkreisen immer wieder Diskussionen geführt, ob die Bezeichnung Rettungspunkte oder Rettungstreffpunkte (Bayern) besser ist. Das Hauptargument der bayerischen Auffassung ist, dass es sich um einen Treffpunkt handelt, an dem sich, im Rahmen der Forstlichen Rettungskette, der Rettungsdienst mit einem Helfer (z. B. Waldarbeiter) trifft, um dann gemeinsam zum Unfallort zu fahren. Gerettet wird an diesem Punkt im Normalfall nicht, auch sind keine Rettungsutensilien am Punkt vorhanden.